# يوحنان دانينو
يوحنان دانينو (بالعبرية: יוחנן דנינו‏) (من مواليد 1959) هو ضابط شرطة إسرائيلي خدم في الفترة من 1 مايو 2011 إلى 30 يونيو 2015 في منصب الرئيس السابع عشر لشرطة إسرائيل.
كما تولى قيادة وحدة التحقيقات في الجرائم الدولية والقيادة الجنوبية للشرطة. وشارك في تحقيقات رفيعة المستوى ضد كبار السياسيين، بما في ذلك إيهود أولمرت وأبراهام هيرشسون وأفيغدور ليبرمان.

## حياته الشخصية
ولد دانينو في عسقلان في 20 كانون الأول (ديسمبر) 1959 لعائلة متدينة، ودرس في مدرسة أور عتصيون الدينية. وكان والداه إسرائيل وليزا، مدرسين في المدرسة. ويقيم حاليا في موديعين - مكابيم - ريعوت، وهو متزوج وله أربعة أطفال.[بحاجة لمصدر]

## حياته العسكرية والشرطية
خدم دانينو في الجيش الإسرائيلي حتى عام 1982 في لواء المظليين, وبعد ذلك انضم إلى الشرطة الإسرائيلية، ودرس القانون في جامعة تل أبيب. وأثناء دراسته تم تكليفه بإدارة القاعدة التطوعية للحرس المدني. ثم تولى منصب المدعي النائب عن الشرطة، ثم أصبح رئيسًا لمكتب التحقيقات في منطقة شارون الفرعية. وفي عام 1998 أصبح نائب قائد وحدة جديدة لمكافحة سرقة السيارات، وخلال فترة ولايته انخفض عدد السرقات بشكل كبير. وفي عام 2002 تم تعيينه في قيادة وحدة التحقيقات في الجرائم الدولية، وساعد لاحقًا في تأسيس لاهاف 433.
ومن عام 2006 إلى عام 2008 ترأس دانينو قسم التحقيقات. وخلال فترة ولايته، شارك في التحقيقات مع رئيس الوزراء آنذاك إيهود أولمرت، والرئيس آنذاك موشيه كاتساف، ووزيري المالية والعدل آنذاك، أفراهام هيرشسون وحاييم رامون. كما قاد التحقيق ضد وزير الخارجية أفيغدور ليبرمان. ومن ديسمبر 2008 إلى مايو 2011 ترأس القيادة الجنوبية للشرطة. وخلال فترة ولايته أشرف على عملية هدم مسجد غير قانوني في رهط، الأمر الذي أثار جدلاً كبيرًا بين عرب إسرائيل، لكن دانينو رد بأن الامتناع عن الهدم من شأنه أن يوجه ضربة قاسية لسيادة القانون في إسرائيل.

### رئاسته للشرطة الإسرائيلي

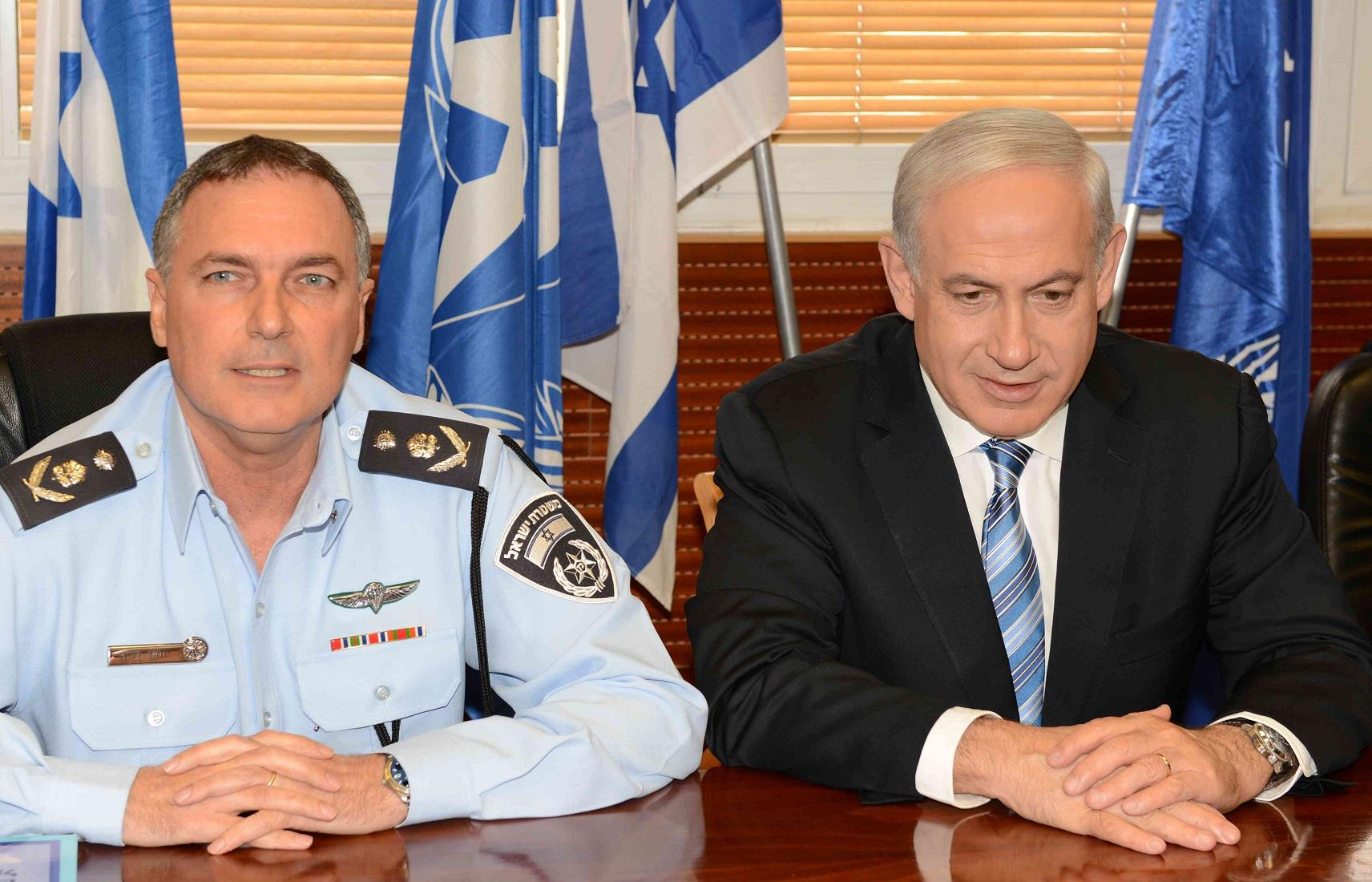
بنيامين نتنياهو مع دانينو

حل دانينو محل دودي كوهين كرئيس للشرطة الإسرائيلية في 1 مايو 2011. وقد أشاد به وزير الأمن الداخلي يتسحاق أهارونوفيتش لنضاله من أجل حقوق ضباط الشرطة، بالإضافة إلى أمور أخرى. وقد عارضت حركة الحكومة النوعية في إسرائيل تعيينه، في انتظار تحقيق مراقب الدولة في أوجه القصور الكبيرة داخل الشرطة في قضية تضمنت مقتل اثنين من عملاء الشرطة. وقدمت الحركة التماسا إلى محكمة العدل العليا ضد تعيين دانينو، لكن الالتماس رُفض.
وفي أول أعماله كقائد للشرطة، قام دانينو بتقسيم المنطقة الشمالية للشرطة إلى قسمين (حيفا والجليل والجولان)، وعين عددًا من القادة الجدد للمناطق.

### الاحتجاجات المناهضة للشرطة
في أبريل 2015 كان داماس باكيده، وهو جندي بيتا إسرائيلي (إسرائيلي من أصل إثيوبي) في الجيش الإسرائيلي ضحية لهجوم عنصري غير مبرر من قبل شرطي إسرائيلي، وتم تسجيل الهجوم بالفيديو. وتم اعتقال الجندي داماس باكيده ثم أطلق سراحه بعد اتهامه بمهاجمة الشرطي. ويعتقد باكادا أن الحادث كان له دوافع عنصرية وأنه لو لم يتم تصوير الفيديو لكان قد عوقب. وبدلا من ذلك، تم طرد ضابط الشرطة. ودعا عضو الكنيست من حزب الليكود أفراهام ناجوسا دانينو إلى محاكمة ضابط الشرطة والمتطوع، قائلا إنهما متورطان في "انتهاك صارخ للقانون الأساسي المتمثل في احترام الآخرين وحريتهم من قبل أولئك الذين من المفترض أن يحمونا". وتشير صحيفة جيروزاليم بوست إلى أنه في عام 2015، "كانت هناك سلسلة من التقارير في الصحافة الإسرائيلية حول أعمال وحشية مزعومة من قبل الشرطة ضد الإسرائيليين البيتا، حيث قال الكثيرون في المجتمع إنهم مستهدفون بشكل غير عادل ويعاملون بقسوة أكبر من المواطنين الآخرين".  
وأدت حادثة وحشية الشرطة مع باكيده إلى احتجاج الجالية الإثيوبية. وشارك المئات من البيتا الإسرائيليين في احتجاجات في شوارع القدس في 20 أبريل 2015 للتنديد بما يعتبرونه "عنصرية متفشية" وعنفًا في إسرائيل موجهًا إلى مجتمعهم. والتقى مفوض الشرطة الإسرائيلية يوحنان دانينو بممثلي الجالية الإثيوبية الإسرائيلية في ذلك اليوم في أعقاب أحداث العنف الأخيرة التي تورط فيها ضباط الشرطة وأفراد من الجالية. 
وعندما احتج أكثر من ألف شخص على وحشية الشرطة ضد الإثيوبيين والإسرائيليين ذوي البشرة الداكنة، أعلن رئيس الوزراء بنيامين نتنياهو: "إنني أدين بشدة ضرب جندي الجيش الإسرائيلي الإثيوبي، وسيتم محاسبة المسؤولين عن ذلك".  وفي مايو 2015، بعد أن أدت الاحتجاجات والمظاهرات في تل أبيب إلى أعمال عنف وإصابة المتظاهرين والشرطة، خطط نتنياهو للقاء ممثلي الجالية الإثيوبية، بما في ذلك باكيده. وقال نتنياهو إن الاجتماع سيضم دانينو وممثلين عن عدة وزارات، بما في ذلك وزارة استيعاب المهاجرين. وقال دانينو إنه شكل بالفعل فريقا من ممثلي الشرطة وزعماء الجالية الإثيوبية الذين سيعملون على تحسين العلاقات. 